# 1867 في كندا
فيما يلي قوائم الأحداث التي وقعت خلال عام 1867 في كندا.

## سياسة

### تعيين في المنصب
- 1 يناير – ألبرت جيمس سميث عضو مجلس العموم الكندي.
- 1 يناير – تشارلز ويلسون عضو مجلس الشيوخ الكندي ‏.
- 1 يناير – جوزيف هاو عضو مجلس العموم الكندي.
- 1 يناير – جون جونسون عضو مجلس العموم الكندي.
- 1 يناير – جون روبرتسون عضو مجلس الشيوخ الكندي ‏.
- 1 يناير – جون روس عضو مجلس نواب نوفا سكوشا ‏.
- 1 يناير – جون سيمبسون عضو مجلس الشيوخ الكندي ‏.
- 1 يناير – جون فيرغسون عضو مجلس الشيوخ الكندي ‏.
- 1 يناير – جون ماكدونالد عضو مجلس العموم الكندي،رئيس وزراء كندا.
- 1 يناير – جون وايت عضو مجلس العموم الكندي.
- 1 يناير – جيمس إدوارد سميث عمدة تورونتو [الإنجليزية]‏.
- 1 يناير – جيمس براون عضو مجلس العموم الكندي.
- 1 يناير – جيمس روس عضو الجمعية الوطنية في كيبك [الإنجليزية]‏.
- 1 يناير – جيمس كوكبورن عضو مجلس العموم الكندي،رئيس مجلس العموم الكندي [الإنجليزية]‏.
- 1 يناير – روبرت ليون عمدة أوتاوا [الإنجليزية]‏.
- 1 يوليو – تشارلز هاستينغز دويل Lieutenant Governor of New Brunswick [الإنجليزية]‏،نائب حاكم نوفا سكوشا [الإنجليزية]‏.
- 3 سبتمبر – توماس سكوت عضو برلمان مقاطعة أونتاريو.
- 3 سبتمبر – جيمس ويلسون عضو برلمان مقاطعة أونتاريو.
- 20 سبتمبر – ألفرد جونز عضو مجلس العموم الكندي.
- 20 سبتمبر – ألكسندر ماكينزي عضو مجلس العموم الكندي.
- 20 سبتمبر – باتريك باور عضو مجلس العموم الكندي.
- 20 سبتمبر – جون جونز روس عضو مجلس العموم الكندي.
- 20 سبتمبر – جون هولمز عضو مجلس العموم الكندي.
- 20 سبتمبر – جيمس يونغ عضو مجلس العموم الكندي.
- 20 سبتمبر – دونالد ألكسندر ماكدونالد عضو مجلس العموم الكندي.
- 23 أكتوبر – ألكسندر كامبل عضو مجلس الشيوخ الكندي ‏.
- 23 أكتوبر – بيتر ميتشيل عضو مجلس الشيوخ الكندي ‏.
- 23 أكتوبر – توماس ريان عضو مجلس الشيوخ الكندي ‏.
- 23 أكتوبر – جون روس عضو مجلس الشيوخ الكندي ‏.
- 23 أكتوبر – جون هولمز عضو مجلس الشيوخ الكندي ‏.
- 23 أكتوبر – جيمس شو عضو مجلس الشيوخ الكندي ‏.
- 23 أكتوبر – ويليام ميلر عضو مجلس الشيوخ الكندي ‏.

### انتهاء فترة المنصب
- 1 يناير – تشارلز هاستينغز دويل Lieutenant Governor of New Brunswick [الإنجليزية]‏.
- 1 يناير – جون جونز روس Member of the Legislative Assembly of the Province of Canada ‏.
- 1 يناير – جون لويس عضو الجمعية التشريعية لنيو برونزويك ‏.
- 1 يناير – روبرت ليون عمدة أوتاوا [الإنجليزية]‏.
- 1 يناير – كولن كامبل عضو مجلس نواب نوفا سكوشا ‏.
- 1 يناير – ويليام كلارك Member of the Legislative Assembly of the Province of Canada ‏.
- 1 يناير – ويليام ميلر عضو مجلس نواب نوفا سكوشا ‏.
- 18 أكتوبر – ويليام ويليامز، البارونيت الأول لكارس نائب حاكم نوفا سكوشا [الإنجليزية]‏.

## مواليد

### يناير
- 1 يناير – إد سبرينغر لاعب كرة قاعدة من الولايات المتحدة الأمريكية.
- 1 يناير – جون دبليو. براون نقابي من الولايات المتحدة الأمريكية.
- 1 يناير – جون لويس سياسي كندي.
- 1 يناير – ديفيد أ. برودي
- 1 يناير – فلورا ماكدونالد دينيسون
- 1 يناير – فيكتور وليامز
- 1 يناير – هربرت فروتير ممثل كندي.
- 4 يناير – جيمس بلفور سياسي كندي.
- 11 يناير – بيرسيفال بيكر سياسي كندي.
- 26 يناير – بيرسي غيروارد

### فبراير
- 1 فبراير – بيت وود لاعب كرة قاعدة من الولايات المتحدة الأمريكية.
- 2 فبراير – تشارلز إي. سوندرز أحيائي كندي.
- 10 فبراير – روبرت فالكونر فيلسوف كندي.

### مارس
- 12 مارس – ديكون فيلبس
- 17 مارس – نويل ماني عسكري جنوب أفريقي.
- 24 مارس – جوزيف هنري هام سياسي كندي.
- 26 مارس – فريدريك جيمس يوجين وودبريدج
- 31 مارس – فوربس غودفري سياسي كندي.

### أبريل
- 4 أبريل – فيكتوريا كارتير معلمة موسيقى كندية.
- 8 أبريل – فريدريك جيمس سكينر سياسي كندي.
- 24 أبريل – الكسندر جونستون سياسي كندي.
- 26 أبريل – فريدريك غودهو لاعب اتحاد رغبي كندي.

### مايو
- 6 مايو – هيو كلارك سياسي كندي.
- 20 مايو – هيو كوان
- 26 مايو – روبرت تيت ماكنزي فنان كندي.

### يونيو
- 9 يونيو – كلارنس جيلدارت ممثل أمريكي.
- 15 يونيو – فريدريك ويليام كامبل
- 16 يونيو – تشارلز بايبر عالم نبات أمريكي.

### يوليو
- 1 يوليو – دونكان جيمس سنكلير سياسي كندي.
- 19 يوليو – جوزيف تومسون سياسي كندي.
- 22 يوليو – جون بورتون مارتين سياسي كندي.

### أغسطس
- 16 أغسطس – جون كينيدي
- 20 أغسطس – جورج نابير جونستون عسكري نيوزيلندي.
- 24 أغسطس – والتر ألان هال سياسي كندي.
- 31 أغسطس – هاركورت مورغان

### سبتمبر
- 3 سبتمبر – جيمس هوستون سبينس سياسي كندي.
- 10 سبتمبر – ويليام الكسندر بيرد سياسي كندي.
- 16 سبتمبر – صموئيل كالفرت سياسي كندي.
- 19 سبتمبر – إسحاق بنسون لوكاس سياسي كندي.

### أكتوبر
- 12 أكتوبر – تشارلز كرو لاعب رماية كندي.
- 14 أكتوبر – جون كانينغهام ماكلينن فيزيائي كندي.
- 14 أكتوبر – جيمس بي. كلارك سياسي كندي.
- 15 أكتوبر – ماكسيم ماسون كهنوت كندي.
- 17 أكتوبر – ويليام بلاك سياسي كندي.
- 19 أكتوبر – ماري لاكوست غرين لاوي نسويّة كندية.
- 27 أكتوبر – توماس والتر سكوت سياسي كندي.

### نوفمبر
- 26 نوفمبر – تشارلز ألبرت بوينتون

### ديسمبر
- 3 ديسمبر – أرشيبالد ك. غاردنر قاضي أمريكي.
- 31 ديسمبر – إدوارد ماكسويل مهندس معماري كندي.
- 31 ديسمبر – توماس والكر

## وفيات

### فبراير
- 24 فبراير – جيسي شو (مواليد 1800) سياسي كندي.

### نوفمبر
- 28 نوفمبر – جوليا كاثرين بيكويث (مواليد 1796) كاتبة كندية.